# F. C. Abtwil-Engelburg
El FC Abtwil-Engelburg es un club de fútbol suizo, de la comuna de Abtwil, perteneciente al asociación St. Galler Kantonalbank Football Association.

## Cuerpo técnico 2011/12
- Entrenador Liga 2: Peter Zürcher
- Ayudante: Roland Fässler